# Диапозитив

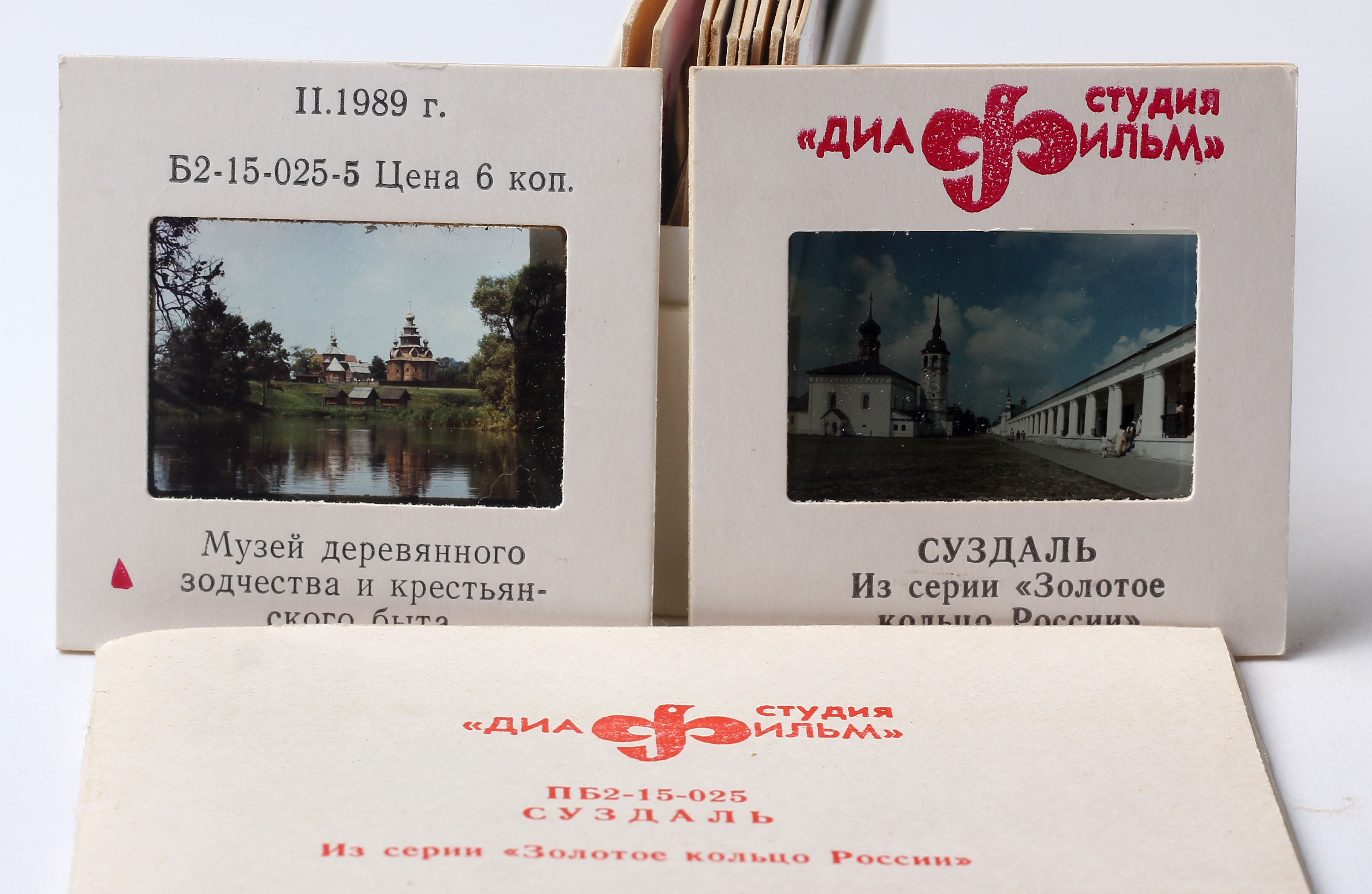
Диапозитив "Диафильм"

Диапозити́в (греч. δια — «через», «сквозь»), — позитивное изображение на прозрачной бесцветной подложке, предназначенное для рассматривания на просвет или проекции на экран. Диапозитивы могут быть изготовлены на обращаемой или позитивной фотоплёнке, а также на стеклянной фотопластинке, и просматриваться при помощи диапроектора или диаскопа. Является простейшим статическим пространственным модулятором света.
Слайд — (англ. slide — «скользить», «сдвигаться») более распространённое название диапозитива, произошедшее от способа демонстрации на экране слайд-фильма, составленного из нескольких слайдов, которые вдвигались в кадровое окно слайд-проектора специальным механизмом или вручную. Под слайд-фильмом понимают набор слайдов одной тематики, законченного содержания.

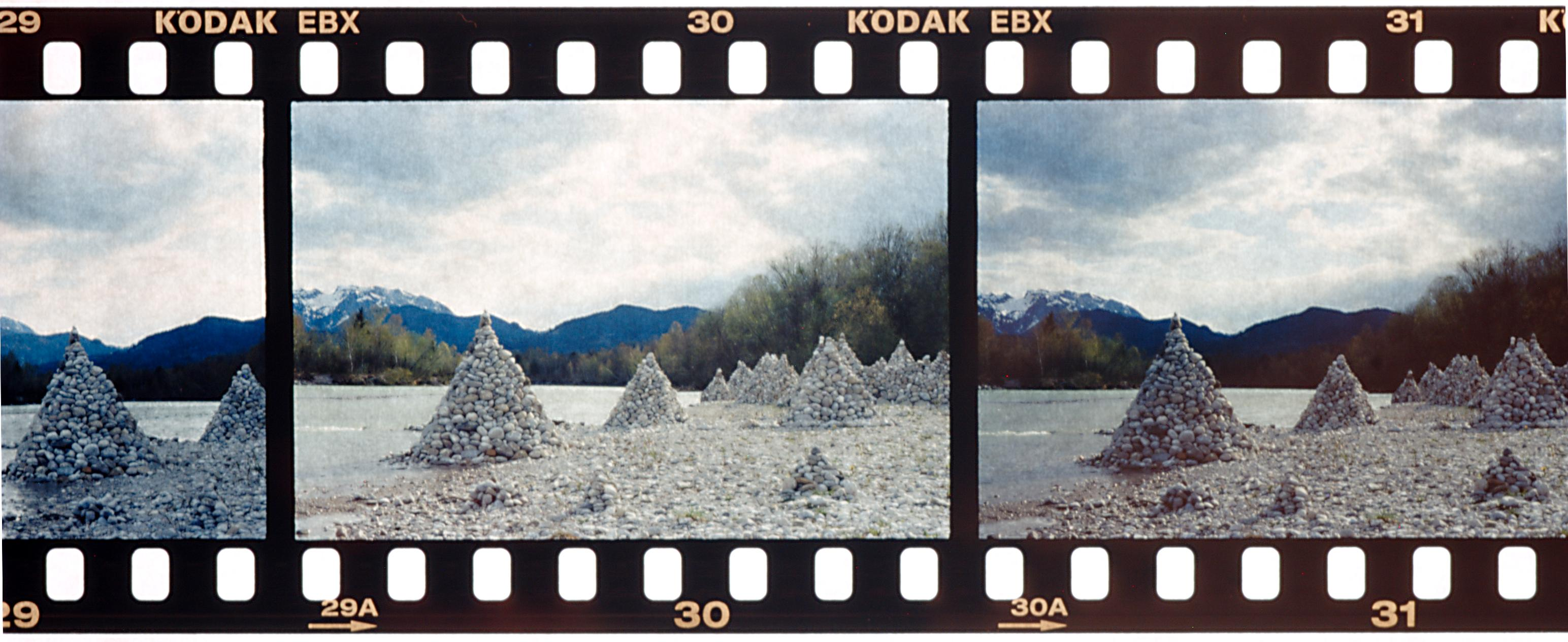
Позитивное изображение, предназначенное для просмотра
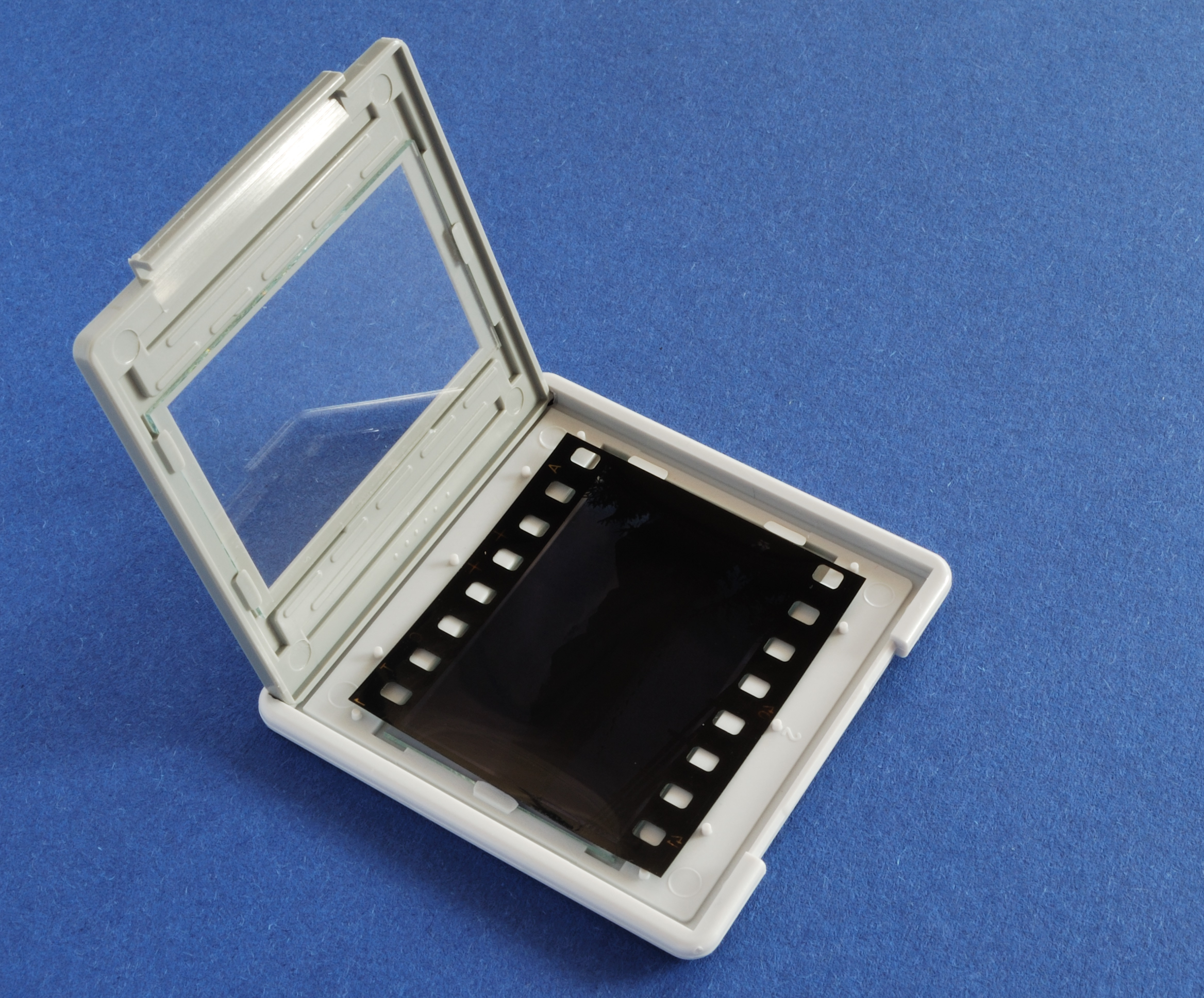
Диапозитивная рамка 50×50 мм (размер кадра 24×36 мм)
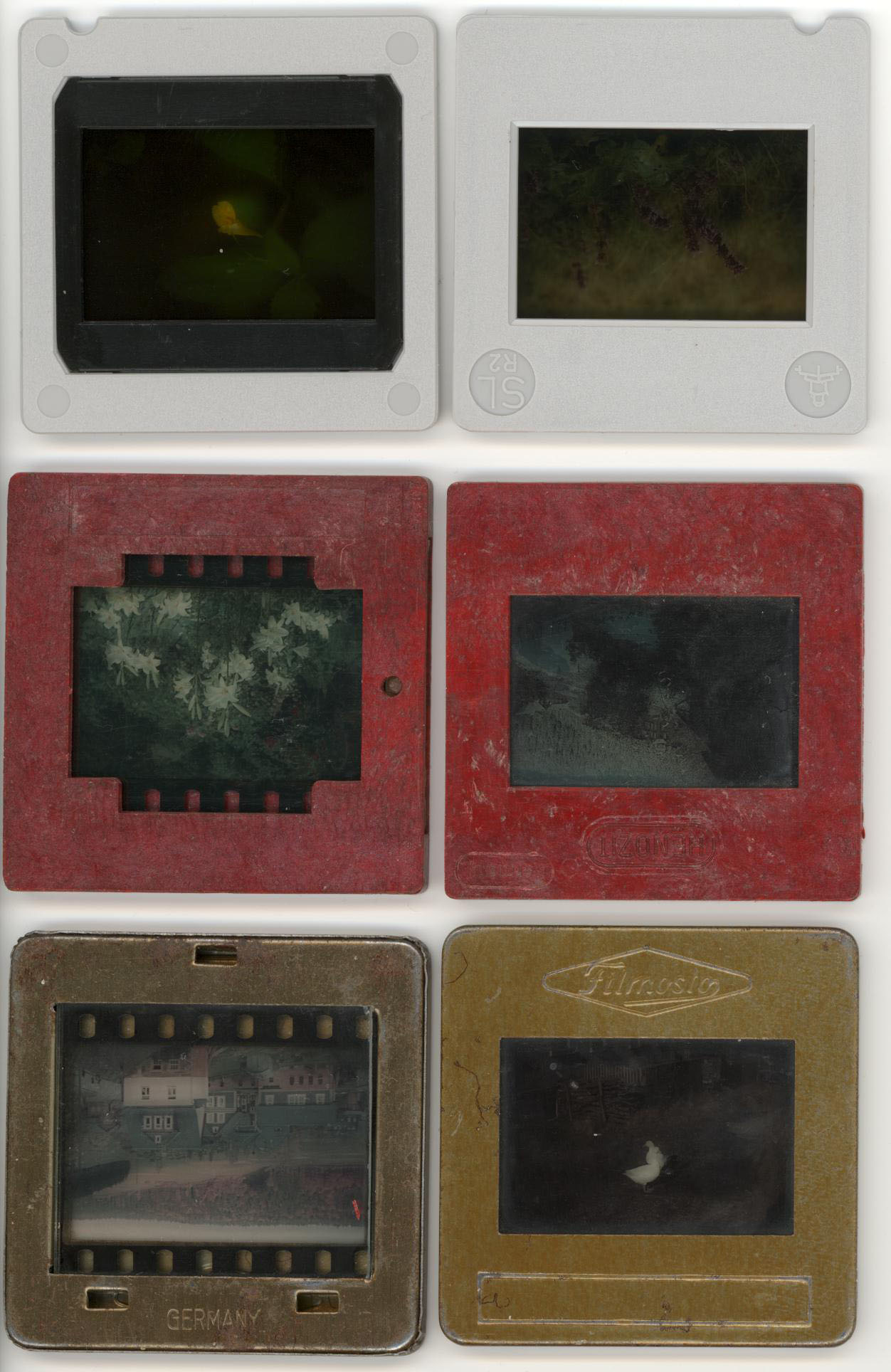
Диапозитивные рамки
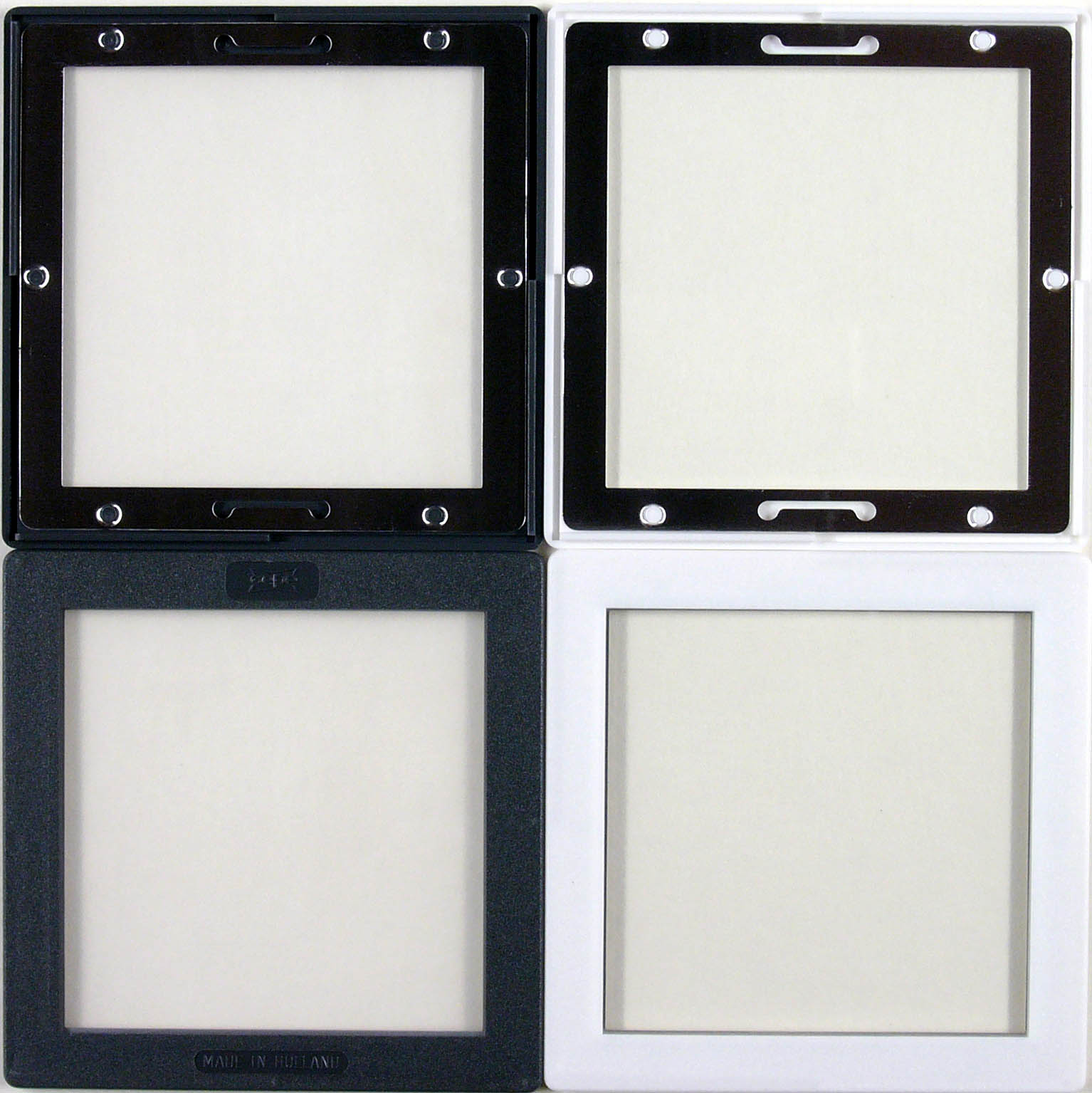
Диапозитивные рамки 70×70 мм (размер кадра 58×58 мм)

## Применение

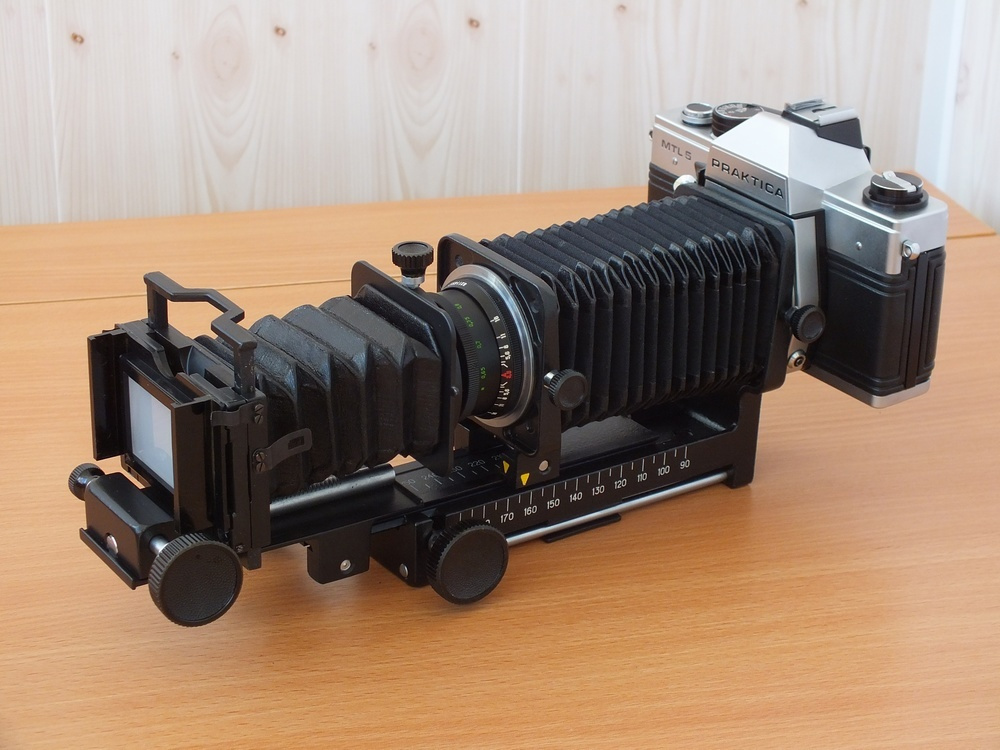
Устройство для копирования слайдов. Приставка «ПЗФ» (между корпусом камеры и объективом) играет роль удлинительных колец, позволяет производить фокусировку. Приставка «ПД» предназначена для установки диапозитива в рамке и позволяет производить кадрирование (изменение масштаба).

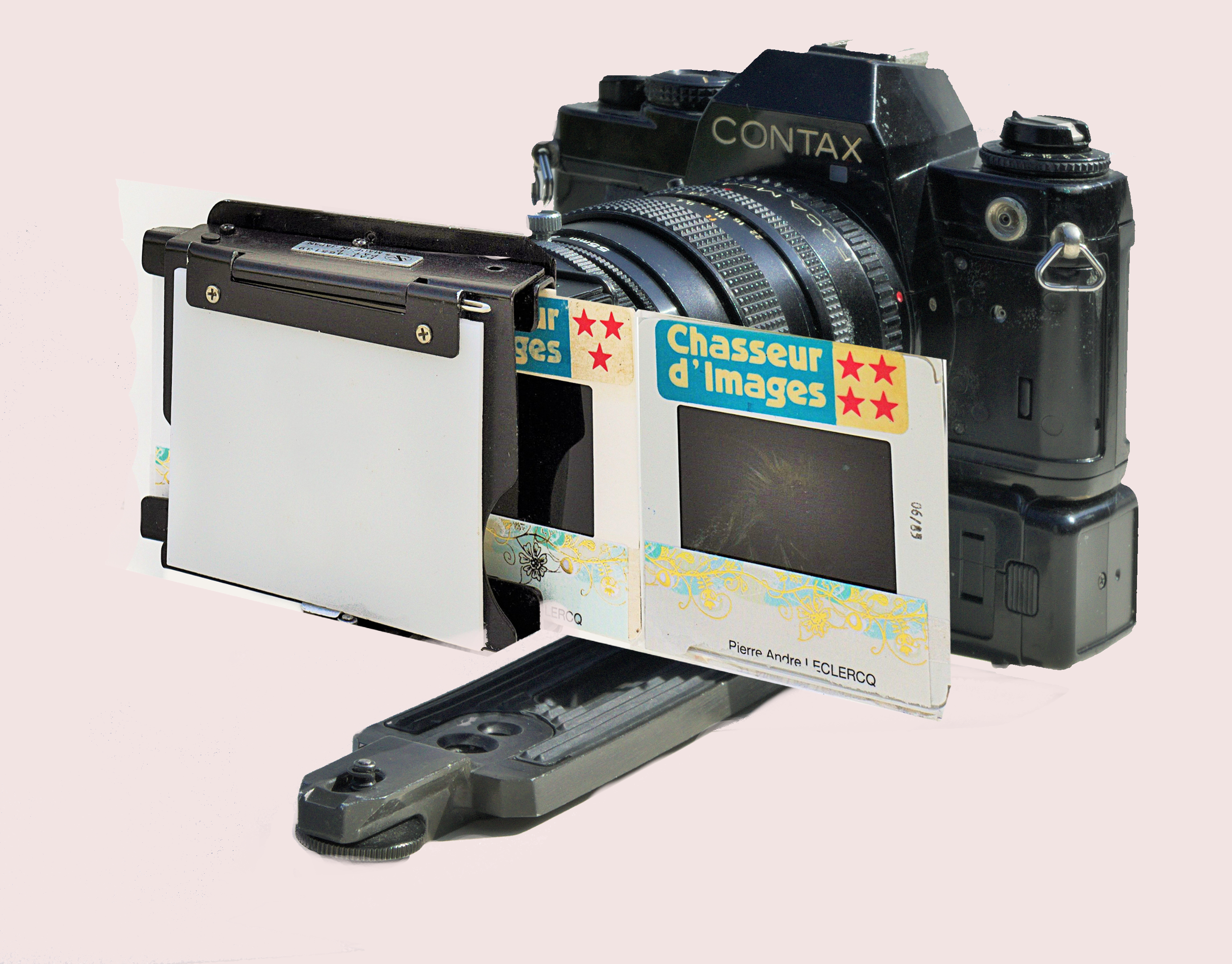
Устройство для копирования слайдов на основе насадочной линзы, расположенной между объективом и диапозитивной рамкой.

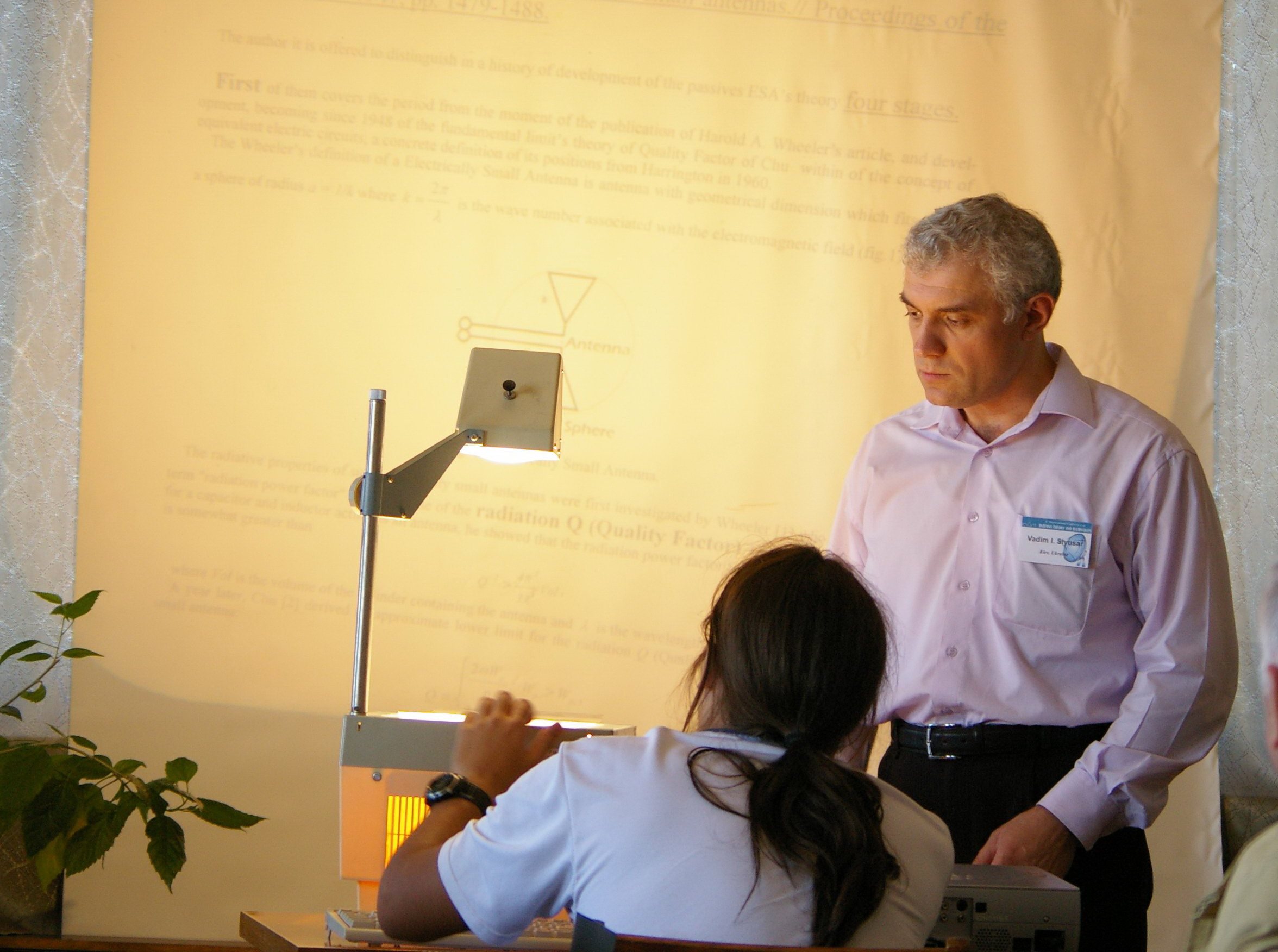
Кодоскоп на научной конференции, 2007 год

Для публичного показа слайд-фильмов наибольшее распространение получили диапозитивы, изготовленные на 35-мм перфорированной обращаемой фотоплёнке шириной 35-мм в рамках размером 50×50 мм (размер кадра 24×36 мм или 18×24 мм).
Диапозитивы, изготовленные на фотоплёнке шириной 61,5 мм нашли применение для изготовления качественных цветных изображений, используемых в дальнейшем в полиграфии при издании журналов, календарей и открыток. Такие же слайды в рамках 70×70 мм использовались в профессиональной диапроекции, поскольку за счёт большой площади кадра позволяли обеспечивать высокую яркость изображения на больших экранах.
Диапозитивы могут быть цветными и чёрно-белыми. Диапозитивы обычно получают съёмкой на обращаемую фотоплёнку или печатаются с негативов на позитивную фотоплёнку или фотопластинки.
Ещё одной сферой массового применения диапозитивов в СССР были световые короба с наглядной агитацией. Наиболее часто они встречались в медицинских учреждениях и монтировались из серии стеклянных цветных диапозитивов, выпускавшихся специализированными предприятиями. Изображения фиксировались в рамках по несколько штук и подсвечивались изнутри короба лампами накаливания. Диапозитивы на гибкой подложке могут использоваться в рекламе.
- Слайд-шоу — в настоящее время это словосочетание приобрело смысл презентации из фотографий или рисунков (преимущественно проецируемых). Слайд-шоу может быть частью компьютерной презентации или же просто способом демонстрации изображений на экране (мониторе).

Когда было необходимо демонстрировать на экране изображения документов и предметов (прежде всего, в учебном процессе, но не только), то до распространения компьютерной техники для демонстрации диапозитивов использовались кодоскопы.

## Использование в полиграфии
До появления цифровой фотографии цветные слайды, снятые на обращаемую плёнку, были единственным источником высококачественного цветного изображения для полиграфии. Благодаря особенностям обращаемого процесса, цветоделение происходит один раз, в отличие от двукратного цветоделения при негативно-позитивном процессе. Поэтому у цветных слайдов было самое высокое качество цветопередачи, пригодное для получения журнальных фотоиллюстраций. Изготовление цветных слайдов было самым трудоёмким и поэтому самым высокооплачиваемым процессом, поскольку полученный слайд невозможно исправить в случае неправильного экспонирования или отклонения цветовой температуры освещения от цветового баланса плёнки. Поэтому при профессиональной съёмке слайдов использовались специальные приборы для измерения цветовой температуры или цветового сдвига, а также специальные наборы конверсионных светофильтров. Для получения цветоделённых типографских фотошаблонов с цветных слайдов использовались специальные барабанные сканеры.
В СССР не выпускалось обращаемых фотоматериалов профессионального качества, использующих гидрофобные цветообразующие компоненты, поэтому для профессиональной полиграфии использовалась только импортная плёнка, обрабатываемая по процессу Е-6. С появлением цифровой фотографии, дающей сходное и превосходящее качество цветного изображения, съёмка слайдов вследствие своей дороговизны и сложности, ушла в прошлое.